# Дедек, Томаш
Томаш Дедек (пол. Tomasz Dedek; род. 30 сентября 1957) — польский актёр театра, кино, радио и телевидения; также актёр озвучивания.

## Биография
Томаш Дедек родился в городе Рава-Мазовецкая. Актёрское образование получил в Государственной высшей театральной школе (теперь Театральная академия им. А. Зельверовича) в Варшаве, которую окончил в 1981 году. Дебютировал в кино в 1979 году, в театре в 1982 году. Актёр театра «Атенеум» в Варшаве. Выступает в спектаклях «театра телевидения» с 1991 года.

## Избранная фильмография
- 1979 — Час «В» / Godzina "W"
- 1981 — Большой забег / Wielki bieg
- 1982 — Пепельная среда / Popielec (телесериал)
- 1983 — Таис / Thais
- 1983 — На страже своей стоять буду / Na straży swej stać będę
- 1984 — Любовь из хит-парада / Miłość z listy przebojów
- 1985 — Ядовитые растения / Rośliny trujące
- 1986 — Предупреждения / Zmiennicy (телесериал)
- 1993 — Список Шиндлера / Schindler's List
- 1995 — Поезд свободы (Тысячи) / Les Milles: Le train de la liberté
- 1995 — Экстрадиция / Ekstradycja (телесериал)
- 1996 — Тайна Сагалы / Das Geheimnis des Sagala (телесериал)
- 1997 — Штос (Штрих) / Sztos
- 1999 — Пан Тадеуш / Pan Tadeusz
- 1999 — Баловень удачи / Fuks
- 2000 — Приговор Франтишеку Клосу / Wyrok na Franciszka Kłosa
- 2000 — Парни на мотоциклах / Enduro Bojz
- 2001 — Туда, где живут эскимосы / Where Eskimos Live
- 2001 — Не в деньгах счастье / Pieniądze to nie wszystko
- 2001 — Утро койота / Poranek kojota
- 2002 — Хакер / Haker
- 2003 — Погода на завтра / Pogoda na jutro
- 2007 — Тайна секретного шифра / Tajemnica twierdzy szyfrów (телесериал)
- 2009 — Генерал Нил / Generał Nil
- 2010 — Время чести / Czas honoru (телесериал)
- 2012–2015 — Правосудие Агаты /  Prawo Agaty (телесериал)
- 2013 — Комиссар Алекс / Komisarz Alex (телесериал)
- 2013 — Билет в один конец на Луну / Bilet na Księżyc